# Magdalena Moshi
Magdalena Moshi, född 30 november 1990, är en tanzanisk simmare. 
Moshi tävlade för Tanzania vid olympiska sommarspelen 2008 i Peking, där hon blev utslagen i försöksheatet på 50 meter frisim. Vid olympiska sommarspelen 2012 i London blev Moshi återigen utslagen i försöksheatet, men denna gång på 100 meter frisim. Vid olympiska sommarspelen 2016 i Rio de Janeiro blev hon för andra gången utslagen i försöksheatet på 50 meter frisim.